# Onegai Teacher
Onegai Teacher (яп. おねがい☆ティーチャー Онэгай ти:тя:, букв. Пожалуйста, учитель ) — аниме-сериал, манга и ранобе в жанре фантастической романтики.
Сериал «Onegai Teacher» транслировался по японскому телевидению в 2002 году. Затем по мотивам было снято OVA-продолжение, созданы манга и ранобе. Также в мире «Onegai Teacher» проходят действия аниме-сериала «Onegai Twins» (Пожалуйста, близнецы) и радиопостановки «Onegai Friends» (Пожалуйста, друзья).
OVA-дополнение в Японии вышло на DVD 25 октября 2002 года. Режиссёр картины — Ясунори Идэ, он же работал и над телесериалом.
Данная манга впервые появилась в печати 27 июня 2002 года. Автор — художница Сидзуру Хаясия, для которой эта манга стала первой работой в романтическом жанре. Манга является ремейком оригинального сериала, сюжет в этой адаптации существенно расходится с аниме, но фабула, внешности и характеры главных героев остались неизменными.
В формате лайт-новел в марте 2003 года был выпущен только один том. Сюжет написал Го Дзаппа, а над графикой работали Тараку Уон и Хироаки Года.
С 15 июля 2003 года на японском телеканале «WOWOW» начал транслироваться аниме-сериал «Onegai Twins». Он имеет собственную сюжетную линию с новыми персонажами, однако действие проходит в том же самом городе, что и «Onegai Teacher»; а также в сериале встречаются уже знакомые по «Onegai Teacher» персонажи. Считается, что сюжет «Onegai Twins» развивается после описанных в «Onegai Teacher» событий.
Кроме того, в качестве дополнения к «Onegai Twins» в 2004 году была записана радиопостановка «Onegai Friends» продолжительностью 68 минут.

## Сюжет
Действие «Onegai Teacher» проходит в середине XXI века, однако повседневная жизнь не сильно отличается от конца XX века. Единственное, что говорит о времени действия — это упоминание о полёте на Марс и «Сверхчеловеческих Олимпийских играх». И сериал, и манга начинаются с рассказа про одно и то же событие, произошедшее в небольшом японском городке Омати.
Старшеклассник Кэй Кусанаги во время ночных размышлений у озера становится свидетелем возникновения большой водяной воронки и телепортации на берег высокой женщины-инопланетянки в необычном чёрном костюме.
На следующий день в классе, в котором учится Кэй, ученики обсуждают неожиданное появление посреди учебного года новой учительницы — Мидзухо Кадзами, которая к тому же становится их классным руководителем. По возвращении домой Кэя ожидает интересное совпадение — новая учительница поселилась в соседнем доме. Кэй вызывается помочь ей в разгрузке и переносе вещей.
Во время переноса одной из коробок Кэй спотыкается, падает на Мидзухо и теряет сознание. Когда он приходит в себя, ему удаётся вспомнить, что новая учительница — это та самая женщина-инопланетянка, которую он видел на озере. Кэй бросается в бегство, и Мидзухо приходится телепортировать его на космический корабль, чтобы избежать огласки своего происхождения. На корабле им удаётся найти общий язык друг с другом, и позднее Мидзухо рассказывает о своей миссии на Земле. Её работа учительницей — только прикрытие. На самом деле она отправилась на Землю, чтобы наблюдать за планетой и её обитателями. Кэю становится понятно, что Мидзухо, в общем-то, очень неплохой человек, и её миссия никак не связана с захватом Земли, поэтому он принимает решение помочь ей скрыть её секрет от окружающих.
Тем не менее, отношения Кэя и Мидзухо на этом не заканчиваются. Из-за того, что Кэй ранее случайно повредил бортовой компьютер Мидзухо — Мариэ, мальчик и гостья из космоса телепортировались в ванную дяди Кэя — Минору Эдадзимы. Увидев своего племянника вместе с учительницей в ванне, дядя решил, что они тайно встречаются. Позднее, также из-за поломки, Мариэ, Кусанаги и Кадзами оказываются в закрытом снаружи школьном спортивном складе, где их затем обнаруживает директор школы.
Роман педагога и несовершеннолетнего школьника в глазах директора выглядит серьёзным проступком, заслуживающим соответствующего наказания. Однако дядя Минору заявляет, что Кэй уже женат на Мидзухо, свадьба была ещё до того, как та стала его учительницей, да и к тому же Кэю уже больше 16-ти лет — он выглядит младше из-за особенностей своей болезни. Директор школы, который и сам женат на своей бывшей ученице, решил в данном случае не применять наказание и пообещал в ближайшее время проверить регистрацию их брака. Недолго думая, Кэй и Мидзухо регистрируют фиктивный брак, в результате чего Кэю приходится поселиться в доме своей законной жены, скрывать своё семейное положение от окружающих и сразу же столкнуться с первыми трудностями семейной жизни… И чем больше проходит времени, тем быстрее Кэй и Мидзухо забывают, с какой целью был заключён этот брачный союз…

### Сюжет манги

Обложка первого тома манги

Основные события в аниме и манге совпадают. В целом манга выглядит упрощённой по сравнению с сериалом из-за отсутствия событий, отражённых в промежуточных сериях аниме.
Единственным существенным отличием между аниме и мангой является наличие любовной линии между Хёсукэ и Итиго: парню нравится Морино, однако он боится признаться ей в своих чувствах, считая их проявлениями «комплекса Лолиты» (влечения к маленьким девочкам). Но на самом деле Итиго уже взрослая женщина, она похожа на ребёнка из-за многолетней комы, во время которой её тело не росло. В итоге Хёсукэ признается Итиго в любви и пообещает быть с ней, даже если девушка «остановится» (в манге и сериале Кэй и Итиго болеют одинаковой болезнью, которую они называют «остановкой»).

### Сюжет аниме-сериала
В первых сериях Кэю приходится постоянно скрывать свой брак от своих друзей ради сохранения с ними прежних отношений. Из-за этого Кусанаги часто оказывается в щекотливых ситуациях, вызывающих приступы ревности у Мидзухо. Кроме того, много внимания уделено развитию сложных взаимоотношений между главными персонажами. Большую роль в сериале также играют навещающие молодожёнов мать и сестра невесты, значительно усложняющие жизнь семейной паре.

### «Остановка»
«Остановка» — это название психической болезни Кэя и Итиго, когда вместо того, чтобы испытать сильные эмоции, они «останавливаются» (теряют сознание и впадают в состояние комы). Во время такой комы организм не растёт. И Кэй, и Итиго остановились на несколько лет, когда были старшеклассниками. Причина «остановки» Итиго на 6 лет не известна. Кэй же «остановился» из-за самоубийства своей старшей сестры, свидетелем которого он стал. Кэй «остановился» на 3 года в пятнадцатилетнем возрасте.

## Персонажи

Персонажи аниме Onegai Teacher. Слева направо верхний ряд: Хёсукэ Магумо, Каэдэ Мисуми, Итиго Морино, Коиси Хэрикава. Нижний ряд: Матагу Сидо, Мидзухо Кадзами, Кэй Кусанаги.

Кэй Кусанаги (яп. 草薙 桂 Кусанаги Кэй) — Главный герой. Невысокий школьник, страдающий от неизвестной науке болезни, из-за которой в момент стресса он впадает в анабиоз. В пятнадцать лет стал свидетелем самоубийства своей старшей сестры. Три последующих года провёл в бессознательном состоянии. За это время внешне ничуть не изменился. После того как «остановка» прошла, Кэй уехал из дома родителей к дяде, где про его болезнь никто ничего не знал. Там он смог начать новую жизнь, но из-за любого стресса Кэй ненадолго «останавливается». Сначала испытывает к Мидзухо сложные и неясные для самого себя чувства, но позже понимает, что любит её и хочет всегда быть с ней вместе. Понимает Мидзухо практически без слов с одного взгляда, повторяя её жесты, чем удивляет окружающих. Из-за своей болезни он пропустил много занятий в школе, поэтому получает низкие отметки по всем предметам, но всё равно обижается на попытки учителей, особенно Мидзухо, заставить его лучше учиться. Кэй побаивается Махо, младшей сестры Мидзухо. Пытается любым способом избежать встречи с ней, так как она угрожает ему физической расправой за любое огорчение старшей сестры. Кэй нервничает при переизбытке внимания к нему от Хацухо, матери Мидзухо, но ничего не может с этим поделать. Кэй находится в очень хороших отношениях с Коиси Хэрикавой, с которой он иногда встречается после школы. Но Кэй не испытывает к ней никаких чувств и старается не думать о ней, хотя и понимает, что она любит его. Игнорирует попытки Коиси понравиться ему, храня, таким образом, верность жене.
Сэйю: Соитиро Хоси
Мидзухо Кадзами (яп. 風見 みずほ Кадзами Мидзухо) — Главная героиня. Высокая полуинопланетянка-полуземлянка 23-х лет с длинными розовыми волосами, планетарный инспектор Галактической Федерации Млечного Пути. Её цель наблюдение и помощь землянам, а вовсе не уничтожение или колонизации Земли, как можно было подумать. Физически ничем не отличается от земной женщины, но ей не хватает земного жизненного опыта, хотя она достигла больших успехов как наблюдатель. Её отец землянин, член пропавшей экспедиции на Марс. Порой она властна и часто произносит фразу «Саё сэн дзико: ё!» (яп. 最優先事項よ!), которую можно перевести как «это высший приоритет». На Земле для прикрытия она стала школьной учительницей. С первого взгляда влюбилась в Кэя, без колебаний согласилась стать его женой и жить с ним вместе. После заключения брака продолжает любить своего мужа, ответственно подходит к своему супружеству, ведёт себя как настоящая земная женщина. Узнав о болезни Кэя, беспокоится о его здоровье, поэтому она сдерживается и не форсирует развития отношений с ним. Супружеская жизнь пока не сделала её счастливой, без мужа ей становится одиноко и грустно. Мидзухо постоянно говорит Кэю о школе и об отметках. Стремится социализироваться в любой среде и считает, что общение это самое важное во Вселенной, так как только оно помогает лучше понять друг друга. Мидзухо хочет только личного счастья, даже если это сделает кого-то несчастным. Ревнует Кэя к окружающим его девушкам, особенно к Коиси и к своим родным. Очень расстраивается, когда кто-то пытается увести у неё Кэя. Во время последней остановки Кэя незаконно вмешалась в его умственную деятельность, за что была лишена лицензии наблюдателя. Ради Кэя второй раз тайно посещает Землю и выходит заново за него замуж.
Сэйю: Кикуко Иноуэ
Минору Эдадзима (яп. 江田島みのる Эдадзима Минору) — Дядя Кэя, доктор в местной больнице. Бородатый мужчина, высокого роста, с чёрными волосами. Завидует Кэю и постоянно расспрашивает его об увиденных им женщинах, иногда в присутствии своей жены. Однако скорее всего остаётся верен своей супруге, с которой почти никогда не расстаётся.
Сэйю: Наоя Утида
Коноха Эдадзима (яп. 江田島このは Эдадзима Коноха) — Тётя Кэя, жена Минору, медсестра в той же больнице, где работает муж. Она помогает и сочувствует Кэю. Наказывает мужа за его разговоры о женщинах при ней. В манге её действия более брутальные, но при этом она очень сильно любит мужа. Всегда рада принять Кэя у себя дома, чем он и пользуется во время его личных и семейных проблем.
Сэйю: Рэй Сакума
Коиси Хэрикава (яп. 縁川小石 Хэрикава Коиси) — Одноклассница Кэя, которая влюблена в него. Лучшая подруга Коиси Итиго, которая беспокоится о ней и старается всячески помочь ей сблизиться с Кэем. Коиси призналась Кэю на свидании, что любит его и она готова на всё ради него и что ей недостаточно просто встречаться с ним, однако получает от него отказ. Тяжело переносит разрыв отношений с Кэем, отчего она страдает и впадает в депрессию. В этот трудный для неё момент она сообщает о своих проблемах своему учителю труда Масами Ямаде. Он помог ей понять, что несмотря на то, что Кэй ей отказал, она была счастлива, когда думала о нём и находилась рядом с ним. Позже, по словам директора школы, Коиси и Масами Ямада часто видят вместе. Коиси соглашается с философией Масами, что удовольствие, получаемое от процесса, важнее готового результата.
Сэйю: Аяко Кавасуми
Матагу Сидо (яп. 四道 跨 Сидо: Матагу) — Друг Кэя и его одноклассник. Странный одинокий парень, увлекающийся астрономией и мечтающий об инопланетянах. Получает высокие отметки в школе. Ему нравится учительница Мидзухо, но он боится признаться ей в своих чувствах. Матагу считает Итиго симпатичной, но она сразу жёстко отказывает ему и советует даже не пытаться встречаться с ней. Матагу так и не находит себе подруги. В OVA Матагу признаётся, что он девственник, считая таким и Кэя.
Сэйю: Хироаки Миура
Хёсукэ Магумо (яп. 間雲漂介 Магумо Хёсукэ) — Друг Кэя и его одноклассник. Гиперактивный и задиристый блондин. Мечтает стать политиком, так как он считает себя самым умным в классе. Хочет поступить в Токийский университет. В манге влюблён в Итиго, а в сериале встречается с Каэдэ. В сериале первое время проявляет большой нескрываемый интерес к Мидзухо, пытаясь познакомиться с ней поближе и узнать о ней интимные подробности. Ревнует Мидзухо к другим мужчинам. Сначала не хочет иметь отношений с Каэдэ, потому что боится одиночества и неминуемого расставания с ней после окончания школы. Однако после устроенного Кэем свидания, проводит с Каэдэ всё своё время.
Сэйю: Мицуо Ивата
Итиго Морино (яп. 森野 苺 Морино Итиго) — Подружка Кэя и его одноклассница. Ей 21 год, но она похожа на ребёнка. Она «остановилась» на 6 лет по неизвестной причине. После «остановки» отказалась от своей личной жизни и вместо этого вмешивается в отношения окружающих. Считает, что её личная жизнь была похожа на ад и она уже никого никогда не полюбит. Но позже Итиго в сериале говорит, что хотела бы встретить кого-нибудь, вместе с кем можно было бы вынести тяготы жизни. В сериале Итиго подстроила появление Хёсукэ в номере Каэдэ. Почти всё своё время проводит с немногочисленными друзьями и подружками. Итиго живёт одна в собственной квартире, так как не желает беспокоить родителей. У неё есть замужняя сестра, на год её младше. Итиго боится «остановиться» ещё раз и не хочет, чтобы из-за этого кто-то страдал. Её представления об окружающем мире и людях порой не соответствуют действительности. Она ставит аморальные цели и добивается их любым способом. Ведёт себя как взрослая женщина-сводница, цинично относящаяся к интимным отношениям между людьми. Ей нравится инфантильность Кэя, и в сериале она жалеет, что не познакомилась с ним раньше. Фактически её здоровье стало зависеть от настроения и личного счастья Коиси. Итиго живёт, когда Коиси смеётся и «останавливается», когда она плачет. После объяснения Коиси своих чувств Итиго, эта зависимость исчезает.
Сэйю: Юкари Тамура
Каэдэ Мисуми (яп. 水澄楓 Мисуми Каэдэ) — Подружка Кэя и его одноклассница, высокая девушка с рыжими волосами. Каэдэ робкая, смущающаяся, и раскрепощена лишь с Хёсукэ, с которым хочет быть вместе и о котором постоянно мечтает и фантазирует. Вначале она собиралась учиться в родном городке, рядом с родителями, но ради Хёсукэ готова уехать в Токио вместе с ним.
Сэйю: Саяка Охара
Мариэ (яп. まりえ) — Небольшое существо жёлтого цвета, с красным кругом на поясе. Он же бортовой компьютер Мидзухо, обладающий возможностью самовосстановления. Кэю казалось, что он случайно повредил Мариэ, после чего компьютерное существо стало вести себя странно. Мариэ обладает собственной волей и помогает Кэю. Любит играть на гитаре или заниматься похожими «земными вещами». В общении предпочитает Мируру, бортовой компьютер Махо, к которой неравнодушен. Очень романтичный и неисполнительный. Мидзухо хорошо с ним обращается, иногда играет с ним, как с игрушкой.
Сэйю: Томоко Канэда
Хацухо Кадзами (яп. 風見はつほ Кадзами Хацухо) — Мать Мидзухо, инопланетянка. У неё пурпурные волосы и она очень молодо выглядит, из-за чего в сериале Кэй часто путает её с Мидзухо. В манге Хацухо влюблена в Кэя, часто смущается в его присутствии, как девочка. У Мидзухо и Махо те же предпочтения в мужчинах, что и у матери. Кроме того, Кэй напоминает Хацухо её умершего мужа-землянина, поэтому она постоянно вмешивается в личную жизнь дочери. Незаметно помогает Кэю наладить непростые отношения со своими дочерьми. В манге хотела бы быть женой Кэя, ревнуя свою дочь. В OVA Хацухо всячески пытается соблазнить Кэя, что просто выводит из себя Мидзухо. Любыми способами разведывает пикантные подробности семейной жизни Мидзухо, подглядывая за ней ночью и расспрашивая её напрямую.
Сэйю: Юми Такада
Махо Кадзами (яп. 風見まほ Кадзами Махо) — Младшая сестра Мидзухо, несовершеннолетняя полуземлянка-полуинопланетянка. Изначально презирает Кэя и не хочет считать его мужем своей сестры. Подглядывает за ним и пытается компрометировать Кэя, рассказывая Мидзухо об увиденном. Вначале Махо считает, что Кэй гомосексуал. Увидев однажды слёзы Мидзухо, решает наказать Кэя и для этого телепортирует его на другую планету, чтобы там и оставить, но потом сама же беспокоится о его здоровье.: Страдает от «комплекса сестры», любит Мидзухо и не хочет её терять, беспокоится о её счастье. Позже сама влюбляется в Кэя, хотя энергично это отрицает. На прощание Махо обманом целует Кэя на глазах Мидзухо, расстроив её до слёз.: Помогает сестре взломать автоматическую станцию наблюдения, чтобы Мидзухо попала на Землю во второй раз. В OVA Махо заставляет Кэя пойти с ней на свидание, но он находит повод избежать этого. Махо считает семейную жизнь сложной и многого в ней не понимает. Она не готова к романтическим отношениям, но постоянно стремится восполнить этот пробел.
Сэйю: Сатоми Короги
Сиро Кадзами (яп. 風見士郎 Кадзами Сиро:) — Отец Мидзухо, землянин. Его космический корабль потерялся в космосе и был спасён инопланетным кораблём, на котором находилась Хацухо. Позже он женился на Хацухо. Умер, когда Мидзухо была ещё маленькой. Мидзухо постоянно вспоминает об отце, глядя на его портрет, а также постоянно ест палочки в шоколаде «Pochy», которые тоже напоминают ей об отце. По словам Хацухо, Сиро внешне похож на Кэя. Все в семье Кадзами любят и помнят Сиро.
Мируру (яп. みるる) — Бортовой компьютер Махо, одетый в платье синего цвета. Имеет романтические отношения с Мариэ, и, когда находится вместе с ним, не подчиняется приказам. Якобы по своей воле несколько раз атакует Кэя энергетическим оружием.
Масами Ямада (яп. 山田正臣 Ямада Масами) — Учитель труда в школе Кэя. Персонаж, отсутствующий в манге. Он участник и победитель Олимпийских игр по моделированию и пилотированию одноместных мини-аэропланов. Поначалу неряшливо выглядит и говорит только о самолётах, избегая девушек. Считает, что в жизни главное не результат, а сам процесс. Несмотря на свою экстравагантную внешность и дружелюбный характер, он богатый человек, тратит много денег на свои увлечения и легко делает подарки окружающим. Коиси помогает ему, принося обеды из своего магазина. Масами дарит ей свой кубок в знак признательности за её молчаливую поддержку. После разговора с Коиси он начинает заботиться о своём внешнем виде и его стали часто видеть вместе с ней.
Сэйю: Томокадзу Сугита

## Интересные факты
- В пятой серии аниме-сериала Кэй и Мидзухо во время «медового месяца» останавливаются в отеле. Холодильник в их номере заставлен бутылками с «энергетическими напитками» с высоким содержанием кофеина и витаминов[7].
- Аниме-сериал «Onegai Teacher» был показан в Северной Каролине в 2003 году на ежегодном фестивале «Trinoc-Con»[8]. Также в 2003 году в Сан-Франциско в кинотеатре «Sony Metreon Theater» этот сериал был показан бесплатно среди прочих аниме, созданных компанией Bandai[9].
- Название для первого тома американского выпуска сериала на DVD — «Hot For Teacher», оно взято из одноимённой песни Ван Халена, написанной в 1983 году.
- «Onegai Teacher» был одним из самых продаваемых аниме-сериалов в Японии, а лайт-новел, выпущенный «ComicsOne», в течение многих месяцев было одним из самых продаваемых в Америке[10].
- В 2003 году компания Bandai разослала копии сериала американским аниме-клубам «A.Addicts» за месяц до начала официальных продаж дисков[11].
- В конце восьмой серии аниме-сериала «Dokkoida?!» имеется явное указание на персонажей «Onegai Teacher».

## Критика
Американские критики Карлос и Кристина Росс отмечают в сериале наличие стандартного для романтического аниме шаблонного сюжета и совершенно нетипичных персонажей. По словам Карлоса и Кристины Росс, аниме-сериал «Onegai Teacher» — это одна из лучших комедий 2003 года. В сериале нет сцен жестокости и эротических сцен, поэтому его могут смотреть подростки. Однако критики считают, что продолжение сериала, выпущенное в виде одной серии на DVD, не содержит в себе развития сюжета и персонажей, а скорее тяготеет к жанру хентай и не рекомендуется для просмотра несовершеннолетними. Несмотря на проработанные и достоверные образы персонажей и трогательный завершённый сюжет манги, критики отмечают слабость её концовки. Кроме того, по их мнению, некоторые важные моменты из прошлого главных персонажей остались скрытыми и не объяснёнными, вызывая вопросы у читателей.
Многие считают, что аниме-сериал «Onegai Teacher» содержит элементы лоликона, в основном указывая на персонажа Итиго Морино — взрослой женщины, которая из-за болезни похожа на маленькую девочку. Логическим продолжением этих мнений стало присутствие темы лоликона и романтических отношений между Итиго и Хёсукэ в сюжете манги. Аниме-сериал «Onegai Teacher» относят к жанру «гарем», находя в нём сходство с такими известными представителями этого жанра, как «Моя Богиня!» и «Love Hina».

## Список серий
| 1 | Научите меня, учитель «Осиэтэ Т'И:ТЯ:» (教えてティーチャー)                  | 10.01.2002 |
| Первая встреча Кэя Кусанаги и Мидзухо Кадзами. |                                                                              |            |
| 2 | Я больше не смогу жениться «Мо:, Омуко ни Икэмасэн» (もう、お婿にいけません) | 17.01.2002 |
| Кэй и Мидзухо оказываются заперты в спортивном зале. Там их находит директор школы и предполагает, что они встречаются. Дядя Кэя заявляет, что Кэй уже женат на Мидзухо и свадьба была еще до того, как Мидзухо стала учительницей Кэя.     |                                                                              |            |
| 3 | Это неправильно, учитель! «Мадзуй ё Сэнсэй» (まずいよ★先生)                  | 24.01.2002 |
| После настоящей свадьбы Кэй вынужден переехать в дом своей законной жены Мидзухо и обещает скрывать свою личную и семейную жизнь от друзей.                                                                                                 |                                                                              |            |
| 4 | Всё-таки, мне кажется, я люблю вас! «Яппари Суки камо» (やっぱり好きかも)    | 31.01.2002 |
| Брак Кэя и Мидзухо всё ещё фиктивен, и они ещё не испытывают взаимных чувств друг к другу. |                                                                              |            |
| 5 | Ради тебя, учитель, я... «Сонна Сэнсэй ни, Боку ва» (そんな先生に、ぼくは)   | 07.02.2002 |
| Кэй и Мидзухо пытаются провести медовый месяц во время каникул, но им мешают неожиданно оказавшиеся в том же месте друзья Кэя. |                                                                              |            |
| 6 | Давай начнём всё сначала! «Хадзиматтэ кара Хадзимэё:» (始まってから始めよう) | 14.02.2002 |
| Узнав о свадьбе, мать и младшая сестра Мидзухо прибыли навестить молодожёнов. |                                                                              |            |
| 7 | Не плачь, учитель! «Наканайдэ Сэнсэй» (泣かないで先生)                       | 21.02.2002 |
| Сестра Мидзухо недовольна выбором своей сестры и даже считает, что Кэй сделает Мидзухо несчастной. |                                                                              |            |
| 8 | Длинная ночь «Нагай Ёру» (長い夜)                                            | 28.02.2002 |
| Ревнуя друг к другу, Кэй и Мудзухо проясняют отношения между собой и окружающими. Каждый из них пошёл на своё романтическое свидание. |                                                                              |            |
| 9 | Давай закончим это сейчас! «Мо:, Овари ни Сиё:» (もう、おわりにしよう)       | 7.03.2002  |
| Итиго узнаёт, что Кэй отказал Коиси, и теряет сознание. Далее выясняется, что у неё случился приступ редкой болезни — такой же как у Кэя.                                                                                                   |                                                                              |            |
| 10 | Но... «Дэмо» (でも)                                                          | 14.03.2002 |
| Ради спасения жизни Итиго, Кэй, терзаемый сомнениями, расстаётся с Мидзухо и снова начинает встречаться с Коиси. |                                                                              |            |
| 11 | Учитель! «Сэнсэй» (せんせい)                                                 | 21.03.2002 |
| Из-за тяжёлых переживаний и признания Мидзухо, у Кэя обостряется его болезнь, и он впадает в состояние комы. |                                                                              |            |
| 12 | Ещё раз, учитель! «Мо: Итидо Т'И:ТЯ:» (もう一度ティーチャー)                 | 28.03.2002 |
| Мидзухо оказывает психологическую помощь Кэю и тем самым нарушает закон Галактической Федерации о вмешательстве в сознание. После суда всем землянам стирают память о случившемся, но, несмотря на это, Мидзухо берётся начать всё сначала. |                                                                              |            |

## Список серий OVA
| 1 | Тайная пара «ХИМИЦУ на Футари» (ヒミツなふたり) | 25.10.2002 |
| Кэй и Мидзухо испытывают семейные трудности, поэтому остальные члены семьи Мидзухо решают, что пришло самое время для их визита. |                                                 |            |

## Музыка

### Открывающие и закрывающие темы
Открывающую музыкальную тему сериала — «Shooting Star» («Промелькнувшая звезда») исполнила Kotoko. Также она не только исполнила «Love a Riddle» («Любовь — это загадка») — закрывающую тему 12-й серии, но и сама написала стихи и музыку. Музыкальные темы от Kotoko к аниме-сериалам «Onegai Teacher» и «Onegai Twins» сделали эту начинающую певицу довольно известной. Основную закрывающую тему сериала — «Сора но Мори Дэ» (серии 1-11), исполняет Кавада Мами. С музыкальными темами сериала был выпущен диск, который содержит не только полные версии композиций, но ещё и караоке-версии.

### OST
Музыкальный диск «Onegai Teacher — Image Soundtrack: Sereson (Mini Album)» (10 треков / 26:56 минут) содержит песню сэйю Кикуко Иноуэ, которая озвучивала Мидзухо Кадзами; дорожку, представляющую главную героиню; а также электронную музыку группы «I’VE».
Список треков:
1. What I’m Always Thinking About
2. I Have Something I Want to Tell You
3. Smile
4. Now, That was Good
5. Blank Needed to Become an Adult
6. Marie, What Happened?
7. But I Love You
8. Feeling
9. The Sky Doesn’t Say Anything
10. Nothing is Happening

Другой OST «Onegai Teacher — Original Soundtrack: Seratula» (2 CD) — это 57 музыкальных дорожек с электронной музыкой для аниме-сериала «Onegai Teacher» группы «I’ve».
Кроме того, в 2006 году компания GENEON выпустила аудиодиск «Please Teacher (Onegai Teacher) OST: Stokesia (CD)», содержащий оригинальные музыкальные темы аниме-сериала. На первом диске записаны песни группы «I’ve», написанные для аниме-сериала, второй диск — караоке-версия песен первого диска. Так же на дисках находится открывающая тема «Shooting Star» и песня «Snow Angel», которая была написана уже после трансляции аниме-сериала и которая включалась только в «limited DVD edition».
1. Shooting Star
2. Ano Hi no Kimi e (To You of That Day)
3. Senecio
4. Sora wa Kataranai (The Sky Won’t Speak)
5. I Can’t Get Over Your Best Smile
6. Snow Angel
7. Tiny Days
8. Itsumo Omotteru Koto (What’s Always on My Mind)
9. Sora no Mori de (In The Forest of The Sky)
10. LOVE A RIDDLE

## Международные версии

### Аниме
- Bandai Entertainment — продажа на DVD.
- Animax-asia — телетрансляция.
- Madman Entertainment
- Madman Entertainment
- Dybex, начало продаж 29 сентября 2004[20]
- Shin Vision
- Anime-House, лицензирован 26 марта 2006[21]

### Манга
- Comics One
- Comics One
- JBC

### Лайт-новел
- «Comics One».